# 无长毛山地糙苏
无长毛山地糙苏（学名：[Phlomis oreophila var. evillosa] 错误：{{Lang}}：文本有斜体标记（帮助））为唇形科糙苏属下的一个变种。